# Pontogenia villosa
Pontogenia villosa är en ringmaskart som beskrevs av Horst 1917. Pontogenia villosa ingår i släktet Pontogenia och familjen Aphroditidae. Inga underarter finns listade i Catalogue of Life.